# ジョージー・ガール (ザ・シーカーズの曲)
「ジョージー・ガール」（Georgy Girl）は、オーストラリアのポップ/フォークミュージックグループ、ザ・シーカーズの曲。 同名の1966年の映画『ジョージー・ガール』のタイトル曲として使用され、アカデミー歌曲賞にノミネートされた。

## 解説
「恋はたったひとつ」のトム・スプリングフィールドが作曲、ジム・デイルが歌詞を提供した。この曲は映画の最初と最後に異なる歌詞で（そして市販バージョンとも異なる歌詞で）挿入される。
1966年後半から1967年初頭にかけてヒットし、オーストラリアで1位、イギリスで3位になった。アメリカ合衆国ではザ・シーカーズ最大のヒットシングルとなり、キャッシュボックストップ100では1位になったが、Billboard Hot 100では1位だったモンキーズの「アイム・ア・ビリーヴァー」を上回る事は出来ず2位に留まった。アメリカでの大ヒットによって、この曲を収録したザ・シーカーズのアルバム『カム・ザ・デイ』はアメリカでのリリースにあたり『ジョージー・ガール』と改名された。

## チャート
| チャート (1966–67)                              | 最高位 |
| ----------------------------------------------- | ------ |
| オーストラリア (ケント・ミュージック・レポート) | 1      |
| カナダ RPM トップシングル                       | 1      |
| アイルランド (IRMA)                             | 10     |
| ニュージーランド (Listener)                     | 1      |
| 南アフリカ (Springbok)                          | 10     |
| イギリス (The Official Charts Company)          | 3      |
| アメリカ Billboard Hot 100                      | 2      |
| アメリカ Billboard Adult Contemporary           | 7      |
| アメリカ キャッシュボックストップ100            | 1      |

| チャート (1967)             | ランキング |
| --------------------------- | ---------- |
| カナダ                      | 15         |
| アメリカ Billboard Hot 100  | 57         |
| アメリカ キャッシュボックス | 11         |

## カバー
1966年、ローレンス・ウェルク・ショー版のレノン・シスターズがカバーしたが、原曲ほどにはヒットしなかった。
1967年、バハ・マリンバ・バンドのインストルメンタル・バージョンが、Billboard Hot 100で98位、イージーリスニングチャートで14位を記録した。
1968年にザ・シーカーズが解散した後、1969年にギタリストのキース・ポトガーが結成したザ・ニュー・シーカーズのアルバム『We'd Like to Teach the World to Sing』のイギリス版（1972年）でカバーされた。
その他、作曲者の妹であるダスティ・スプリングフィールド、キャロル・バーネット、オリビア・ニュートン＝ジョンなどがカバーしている。
また1980年代初頭には、ビューティー・シークレット・バービーやエンジェル・フェイス・バービーなどのバービー人形のコマーシャルに歌詞を変えて使用されている。